# Ahead to the Sea
Ahead to the Sea ist eine Folk-Punk-Band aus Freiburg im Breisgau, die seit 2004 gemeinsam auf der Bühne stand.
Die Musik setzt sich aus diversen Stilrichtungen zusammen; markant ist der stimmungsvolle Gitarrensound mit irischen Folk-Einflüssen, außerdem die zwei Gesangsstimmen und die tragende Rolle von Querflöte und Akkordeon. Textlich prägend sind linke Themen, insbesondere Antifaschismus.
Alle drei Alben der Band erschienen bei Wolverine Records, wo auch schon einige Alben der ersten Band des Frontmanns Jochen – Across the Border, welche sich 2007 wieder zusammengefunden hat – erschienen.
Anfang April 2010 hat die Band auf ihrer Myspace-Seite bekannt gegeben, sich aufzulösen. 2023 hat sich die Band in Originalbesetzung wieder neu gegründet.

## Diskografie
- 2005: Urban Pirate Soundsystem
- 2007: Treffer, versenkt!
- 2009: Still Angry, Still Happy